# 10093 Diesel
10093 Diesel este o planetă minoră (asteroid) din centura de asteroizi. A fost descoperită pe 18 noiembrie 1990 la Observatorul European Austral de Eric Walter Elst și a fost numită după Rudolf Diesel. 
Obiectul prezintă o orbită caracterizată de o semiaxă mare de 2,3935429 UAi, o excentricitate de 0,11, o înclinație de 6,8027 ° în raport cu ecliptica.